# Schefflera stolzii
Schefflera stolzii är en araliaväxtart som beskrevs av Hermann August Theodor Harms. Schefflera stolzii ingår i släktet Schefflera och familjen araliaväxter. Inga underarter finns listade.